# سید مهدی هاشمی (کشتی‌گیر)
سید مهدی هاشمی کشتی‌گیر آزادکار ، ورزشکار تیم ملی ایران است. او اهل مازندران شهر جویبار است.
وی سابقه کسب مدال طلا در بازی‌های همبستگی کشورهای اسلامی را دارد. 
دو طلای آسیا در سنین نوجوانان دارد ۲۰۱۶و۲۰۱۷
برخورد با اسرائیل در سال ۲۰۱۶
برنز جهان در سال ۲۰۱۷نوجوانان

## فعالیت حرفه‌ای ورزشی

### بازی‌های همبستگی اسلامی ۲۰۲۱
در وزن ۱۲۵ کیلوگرم که مسابقات با حضور ۷ کشتی‌گیر و در دو گروه ۴ و ۳ نفره به صورت دوره‌ای برگزار شد، سیدمهدی هاشمی در دور نخست با نتیجه ۹ بر صفر راحید حمیدلی از جمهوری آذربایجان را مغلوب کرد. وی در دور دوم با نتیجه ۱۰ بر صفر مقابل ارسلان بک توردوبکوف از قرقیزستان به پیروزی رسید. هاشمی در دور سوم با نتیجه ۵ بر ۴ حسن‌بای رحیم‌اف از ازبکستان را از پیش رو برداشت و راهی مرحله نیمه نهایی شد. هاشمی در این دیدار با نتیجه ۱۰ بر صفر ضیامحمد صفراف از ترکمنستان را شکست داد و به دیدار فینال راه یافت. آزادکار جویباری تیم ملی به مصاف سلیم ارجان از ترکیه رفت و حریف خود را با نتیجه ۸ بر صفر شکست داد و پنجمین طلای کشتی آزاد را در این بازی‌ها کسب کرد.